# Frida Maanum
Frida Maanum, née le 16 juillet 1999 à Oslo, est une footballeuse internationale norvégienne, qui joue au poste de défenseure ou de milieu de terrain à Arsenal.

## Biographie

### Parcours en club
Après avoir fait ses premières armes dans les équipes de jeunes et réserves du club de Lyn (qui évolue alors en D2), elle débute en équipe première alors qu'elle n'a pas quinze ans. Elle n'y joue que deux ans, avant de rejoindre le club de Stabæk pour quelques mois. Elle est ensuite recrutée par le club de Linkjöping qui dispute la coupe d'Europe.
Le 27 juillet 2021, elle rejoint Arsenal.

### Parcours en équipe nationale
Elle reçoit sa première sélection en équipe première le 11 juillet 2017, lors d'un match contre la France (nul 1-1); le match a eu lieu à Sedan, au Stade Louis-Dugauguez.

## Palmarès
Arsenal
- Vainqueur de la FA WSL Cup : 2024

### Distinctions individuelles
- Membre de l'équipe type de Women's Super League en 2023[2]